# Blank ærenpris
Blank ærenpris (Veronica polita) er en enårig, 5-30 centimeter høj plante i vejbred-familien. Den har nedliggende til opstigende stængler med enlige blomster. Bladene er groft savtakkede og ofte mørkegrønne. Bægerfligene er som regel bredt overlappende ved basis og kun behårede langs randen og på midtstrengen. Blomsterne er dybblå.
I Danmark findes arten hist og her på Øerne på næringsrig tør bund, nær bebyggelse. Den er sjælden eller manglende i resten af landet. Den blomstrer i april-maj og august-september.